# Скопско поље
Скопско поље (мкд. Скопско Поле), или Скопска котлина (мкд. Скопска Котлина), је пространа котлина у Северној Македонији, заграђена на сјеверу са Скопском Црном гором, на западу Шар-планином, Жеденом и Сухом гором, а на југу Водном и Јакупицом, на сјевероистоку и југоистоку широко отворена према Кумановско-прешевској удолини и Овчем пољу.
Ободом Скопског поља пробијају се ријеке кроз неколико живописних клисура: Вардар кроз Дервен (на излазу из Тетовског поља између Шар-планине и Жедна), Треска кроз Шишавску клисуру (на излазу из Пореча између Сухе ријеке и Водна), Лепенац кроз Качаничку клисуру (на излазу из Косова поља између Скопске Црне горе и Шар-планине), Вардар кроз Таорску клисуру (на излазу из Скопског поља под огранцима Јакупице и на ивици Овчег поља), и Пчињу (кроз Бадерску клисуру, на улазу у Таорску клисуру ниже Катланова).
Пред Други светски рат, овде је мелиорацијом добијено 3.000 хектара плодног земљишта.
Као што је Скопско поље с околним ријечним клисурама и високим планинама веома богато природним лијепотама, тако Скопље и његова непосредна околина привлаче и богатством културних споменика византијског и српског средовјечног доба.